# Parapercis queenslandica
Parapercis queenslandica är en fiskart som beskrevs av Imamura och Yoshino 2007. Parapercis queenslandica ingår i släktet Parapercis och familjen Pinguipedidae. Inga underarter finns listade i Catalogue of Life.